# ポンドランド
ポンドランドとは1990年に設立したイギリスのポンドショップチェーン店である。かつては蔵出し品や自社ブランド品など大部分の商品を1ポンドで販売していた。最初の店舗は単一価格を認める事によって競争で不利になってしまうのでは無いかという不安を理由とした多くの地主による反対に遭いながら、1990年12月に開業した。2016年になると推定で週700万人の顧客が買い物をするようになった。顧客の多くはNRSソーシャルグレードのC1以下に属する女性であった。株価が50%以上の暴落を理由として、2016年8月にはシュタインホフに6.1億ポンドで売却された。
2011年後半にはヨーロッパ内の他国にも進出を始め、アイルランドに最初の店舗を開いた。その後はヨーロッパ本土に子会社であるDealzを開業させた。2015年には同業他社である99p Storesを買収し、2018年にPoundworldが破産するまでは激しい競争を繰り広げていた。ポンドランドは次第にポンドショップにおけるカテゴリーキラーとなっていった。

## ロゴ

2019-present